# أولاد خلف (دمياط)
أولاد خلف هي إحدى قرى مركز فارسكور التابع لمحافظة دمياط بجمهورية مصر العربية.